# Guerrier de Capestrano
Vous lisez un « bon article » labellisé en 2016.
Le Guerrier de Capestrano est le nom donné à une statue italique datée du VIe siècle av. J.-C., retrouvée en septembre 1934 à Capestrano, dans la région des Abruzzes. Elle a été découverte au sein de ce qui était, lors de son érection, le territoire du peuple des Vestini cismontani. Cette statue, à vocation funéraire, est un élément important de la statuaire médio-adriatique du premier âge du fer. Il s'agit d'une sculpture en ronde-bosse de type anthropomorphe, ouvragée en calcaire tendre, et représentant un guerrier en position verticale.
Cette œuvre, « certainement la plus célèbre des Abruzzes de l'Antiquité » selon Sabatino Moscati, propose d'abondantes similitudes avec l'ensemble du corpus statuaire de l'âge du fer européen dont notamment les statues halstattiennes, tels que le guerrier de Hirschlanden, le guerrier de Glauberg, et d'autre part certaines sculptures italiques tels les géants de Mont-Prama en Sardaigne.
Le Guerrier de Capestrano est également accompagné d'une inscription de type dédicace sur son flanc droit, laquelle suscite un intérêt notable pour la connaissance de la langue sud-picène. L'ensemble de l'œuvre, « d'une importance extraordinaire » et d'une « originalité remarquable », pose de nombreuses questions simultanément artisanales, culturelles et linguistiques. Pour cette raison, des analogies ont été cherchées tant dans les civilisations grecque qu'étrusque, italique, ou encore celte. Enfin, parallèlement à une analyse épigraphique approfondie, l'étude de son cadre historique permettrait d'appréhender l'identité de l'homme figuré par cet artéfact.

## Découverte et fouilles

### Découverte de la statue

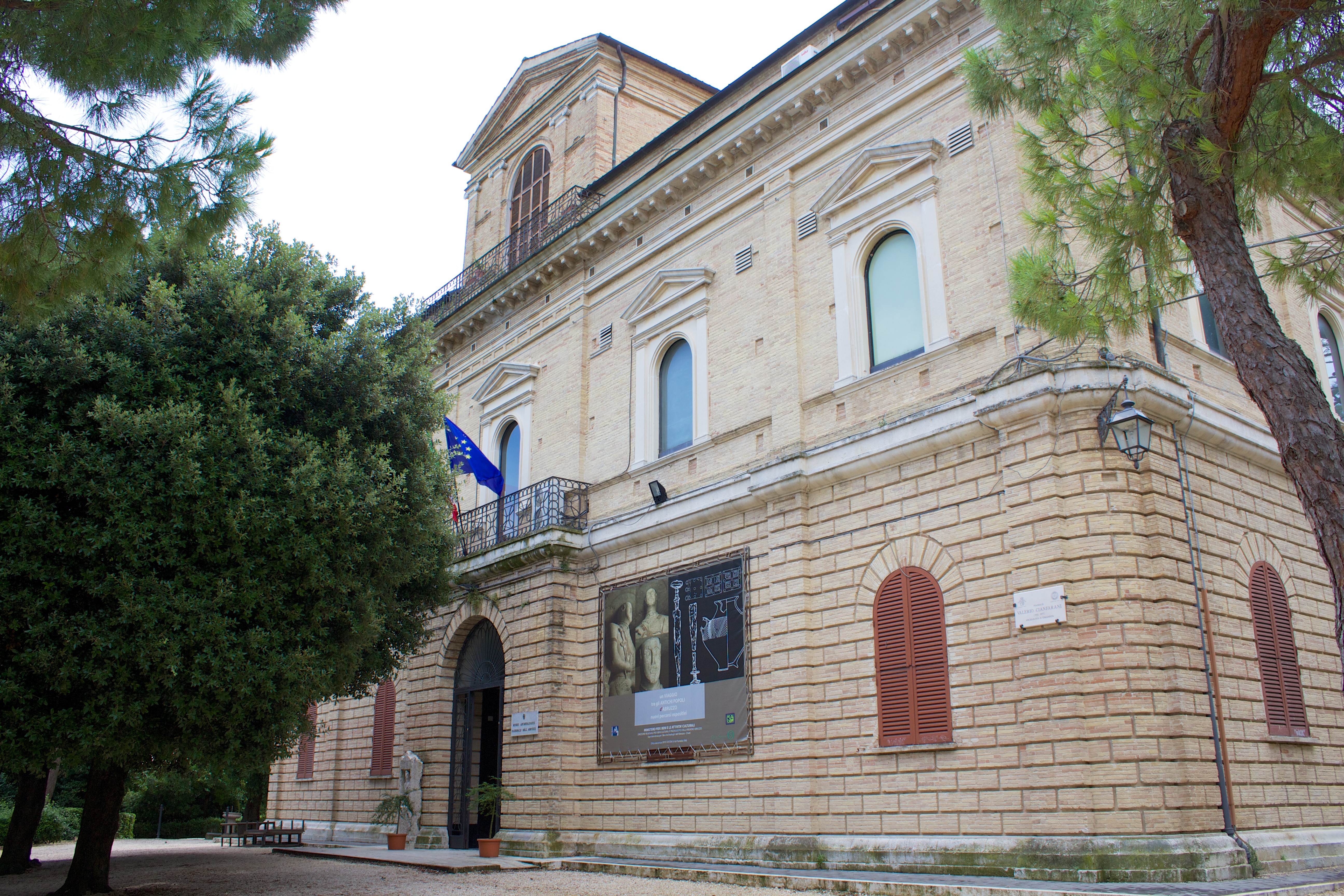
Façade du Musée archéologique national des Abruzzes, Villa Frigerj, localisé à Chieti, dans la province italienne des Abruzzes.

La statue a été découverte à Capestrano en septembre 1934 lors des travaux agricoles d'un paysan. La Direction des Antiquités italienne fait procéder à des fouilles qui mettent au jour les parties brisées de l'œuvre, à l'exception du cimier, et d'identifier le terrain comme celui d'une nécropole des Vestins,.
La statue est transportée à Rome, au Musée national où elle est étudiée par Giuseppe Moretti, surintendant des antiquités de Rome et directeur du musée,,. Dans le même temps, l'analyse de l'inscription est confiée au département de conservation et d'études épigraphiques, le musée des Thermes de Dioclétien.
En 2015, la statue est conservée au Musée archéologique national des Abruzzes à Chieti, sous le numéro d'inventaire 4426.

### Autres découvertes

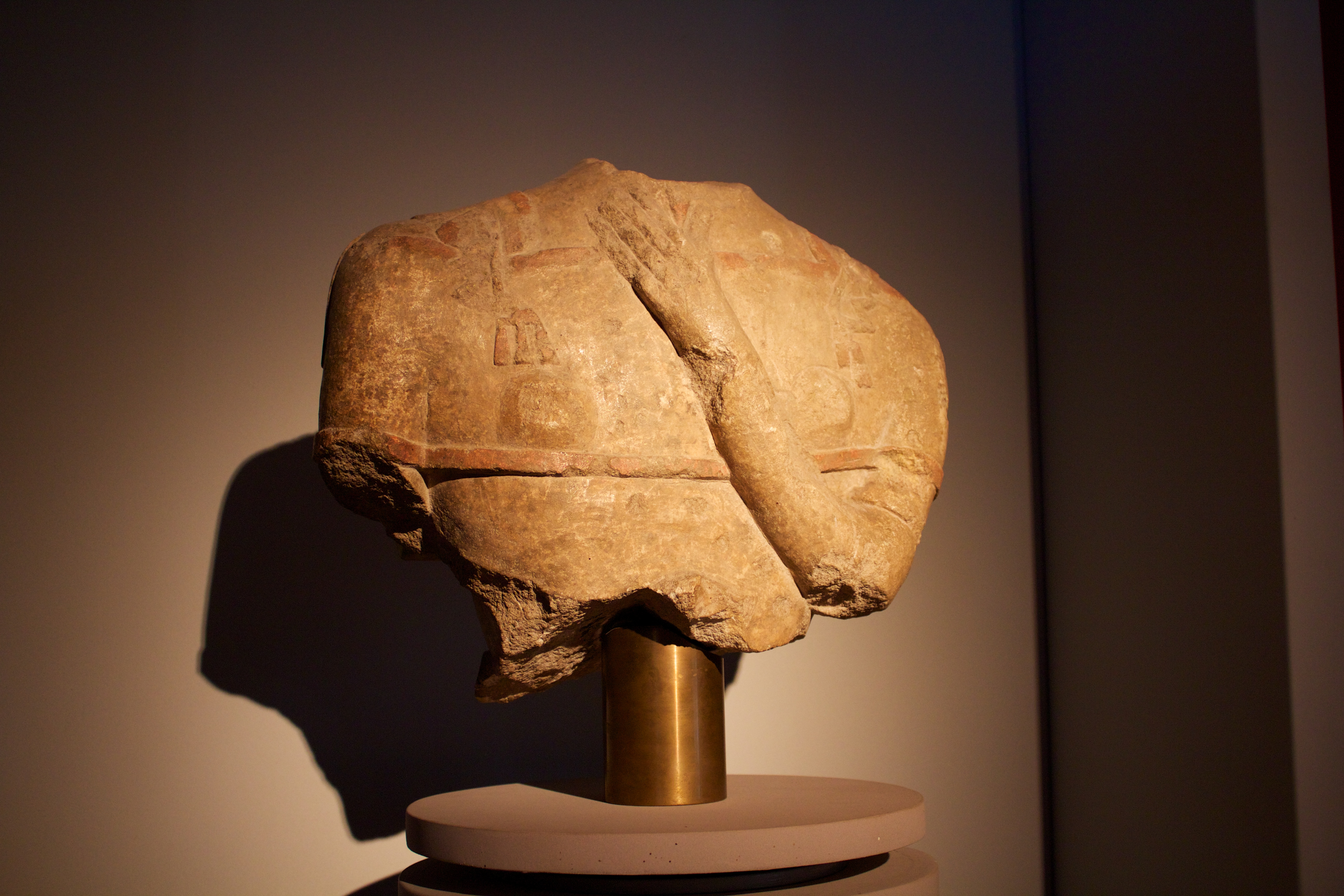
La sculpture du buste féminin : l'artéfact statuaire manifeste les mêmes techniques d'ouvrage méthode en ronde-bosse, une posture et une quasi-nudité similaires.

Au sein de la sépulture du guerrier, la sculpture d'un torse de femme mise en terre a également été retrouvée dans une seconde fosse,. Bien que partielle, la seconde statue, en pierre de calcaire tendre, présente les mêmes caractéristiques que son homologue masculin (l'utilisation de la technique en ronde-bosse). Ce torse appartient également au style étrusco-picéniens. Cet artéfact représente probablement la compagne du Guerrier de Capestrano. Lors des fouilles, l'archéologue Giuseppe Moretti et son équipe ont par ailleurs découvert un casque circulaire en pierre calciforme dans la fosse qui contenait le buste féminin, des artéfacts en bronze et diverses céramiques d'origine étrusque et italique,. Outre ces deux œuvres, les campagnes d'exploration des années 1930 ont permis de mettre au jour un total de vingt-huit sépultures à inhumation. Les campagnes de fouilles réalisées ultérieurement en ont livré une centaine d'autres. Le programme des recherches archéologiques sur le site prévoit de nouvelles fouilles au cours de la période 2010-2020, afin d'explorer cinquante sépultures supposées, mais non accréditées.

### Nécropole de Capestrano

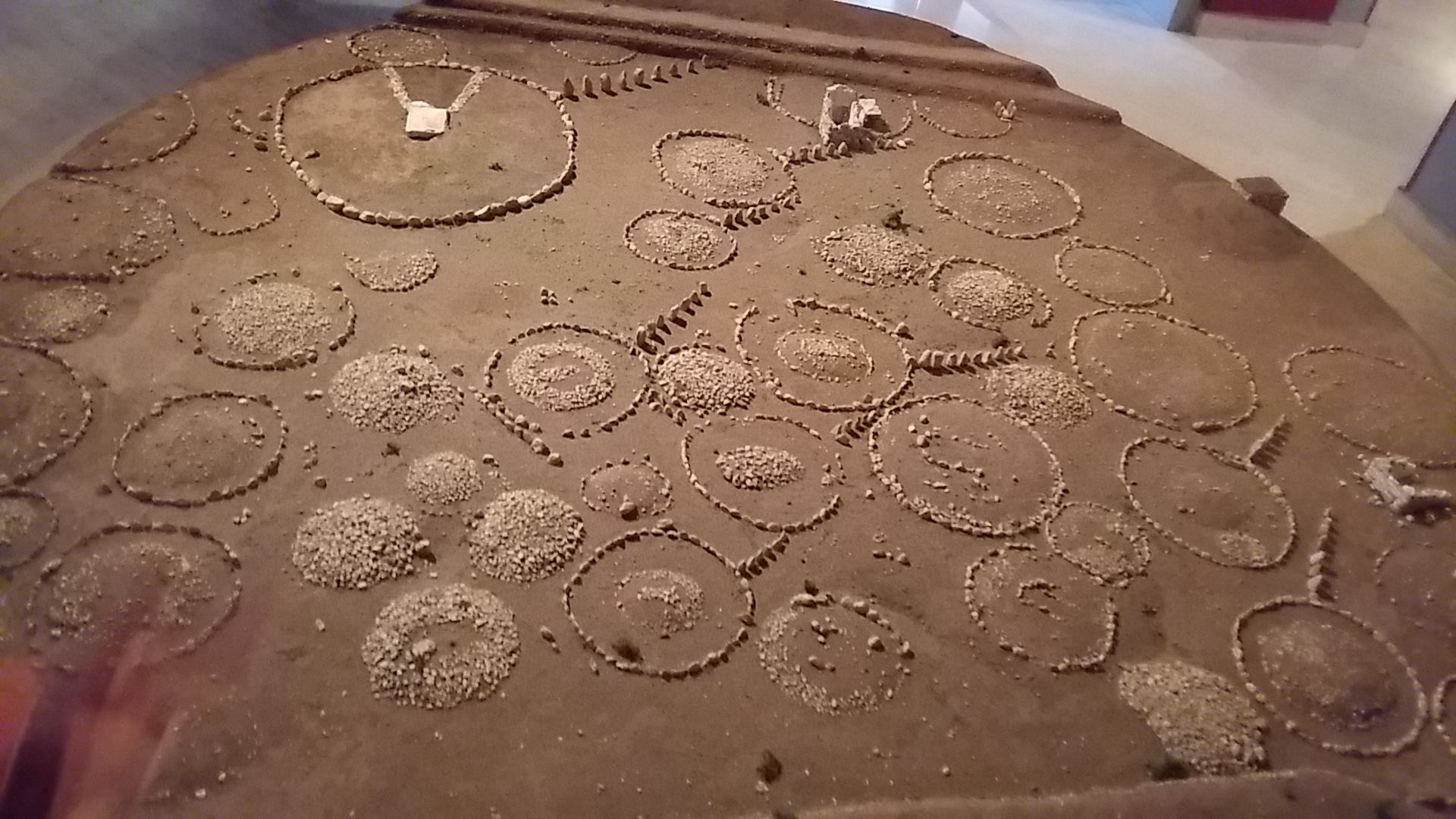
Reconstitution du site de la nécropole de Capestrano. La sculpture du guerrier a été découverte au sein du plus vaste enclos circulaire du site, en haut, à gauche.

La nécropole vestine a une forme approximativement rectangulaire sur un plateau pourvu d'un sol à caractère calciforme,.
La fosse dans laquelle se trouvait le Guerrier de Capestrano,,,, est ceinte d'un large enclos de pierres circulaire, délimitant l'ensemble de la sépulture. En outre, celle-ci est située légèrement en amont de la majeure partie du complexe funéraire confirmant l'hypothèse que la tombe avait un rôle de marqueur de la nécropole.
Située à environ 20 kilomètres à l'est de l'oppidum vestin d'Aufinum,,, la nécropole de Capestrano peut être considérée comme partie intégrante de l'agglomération immédiate de la capitale vestini cismontani. Par conséquent, cet élément valide le statut prééminent de ce cimetière protohistorique,.

Différentes vues du site de la Nécropole de Capestrano
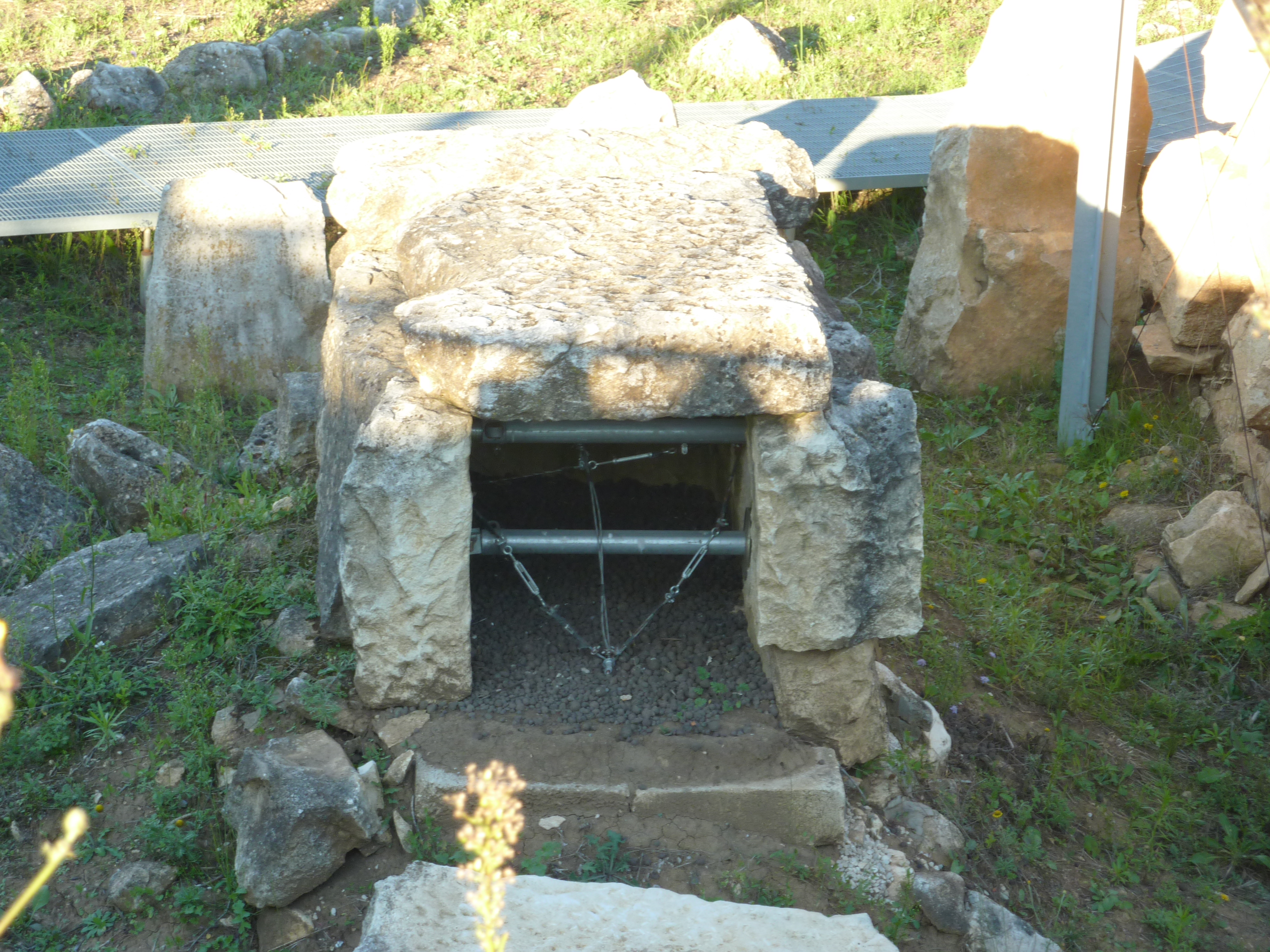
Caveau funéraire.
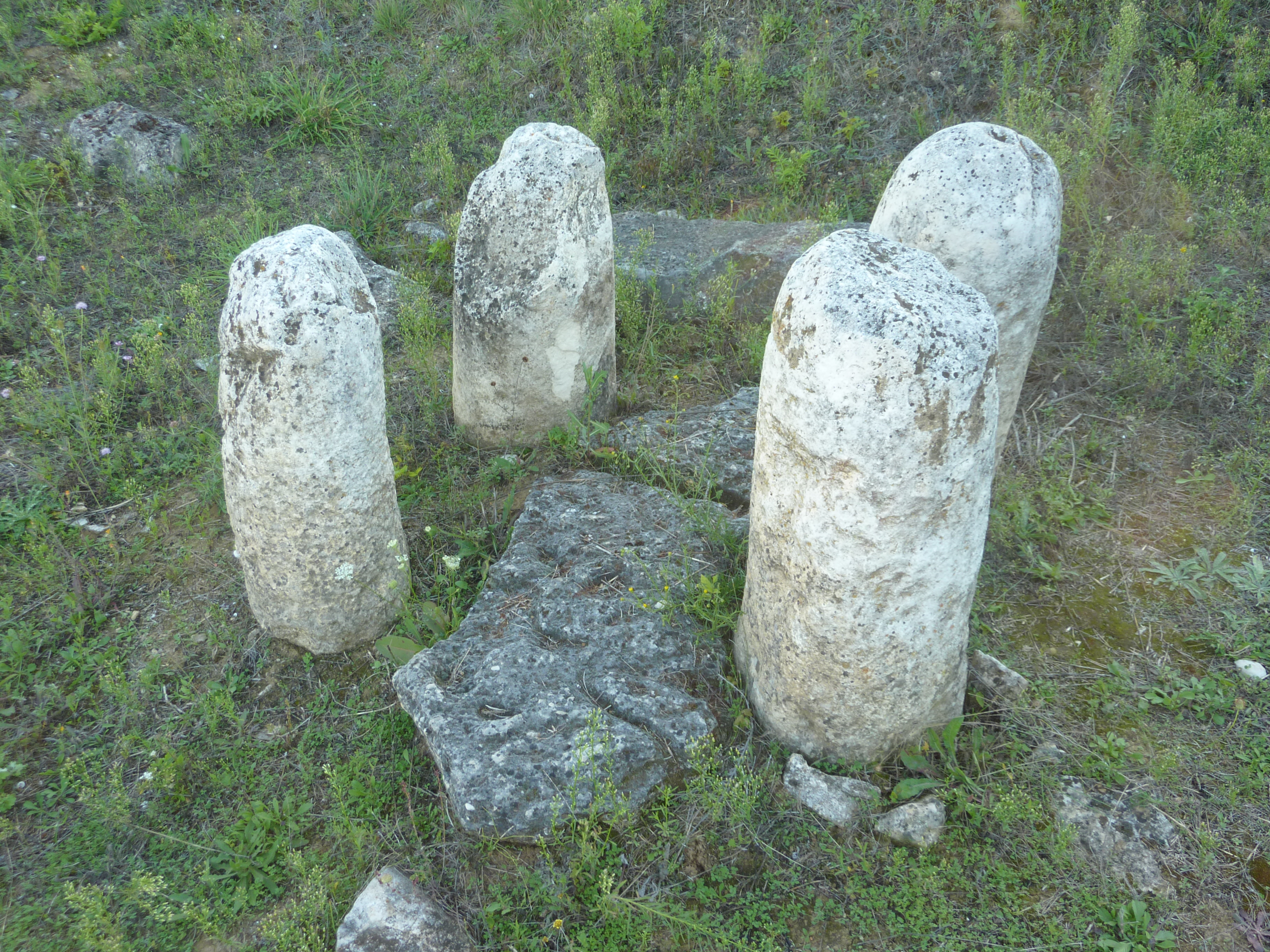
Stèle mortuaire.
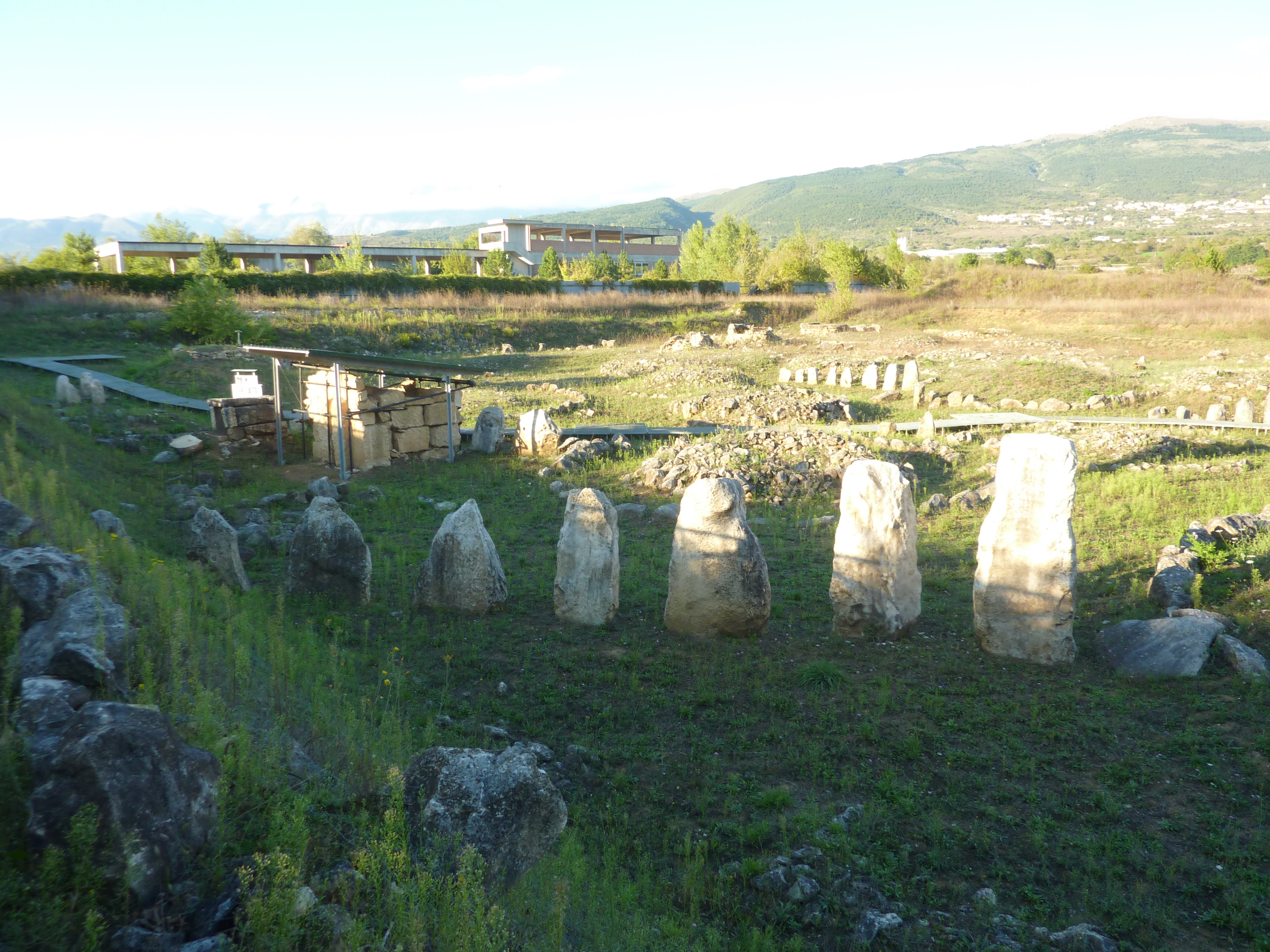
Sépulture dite à enclos circulaire.
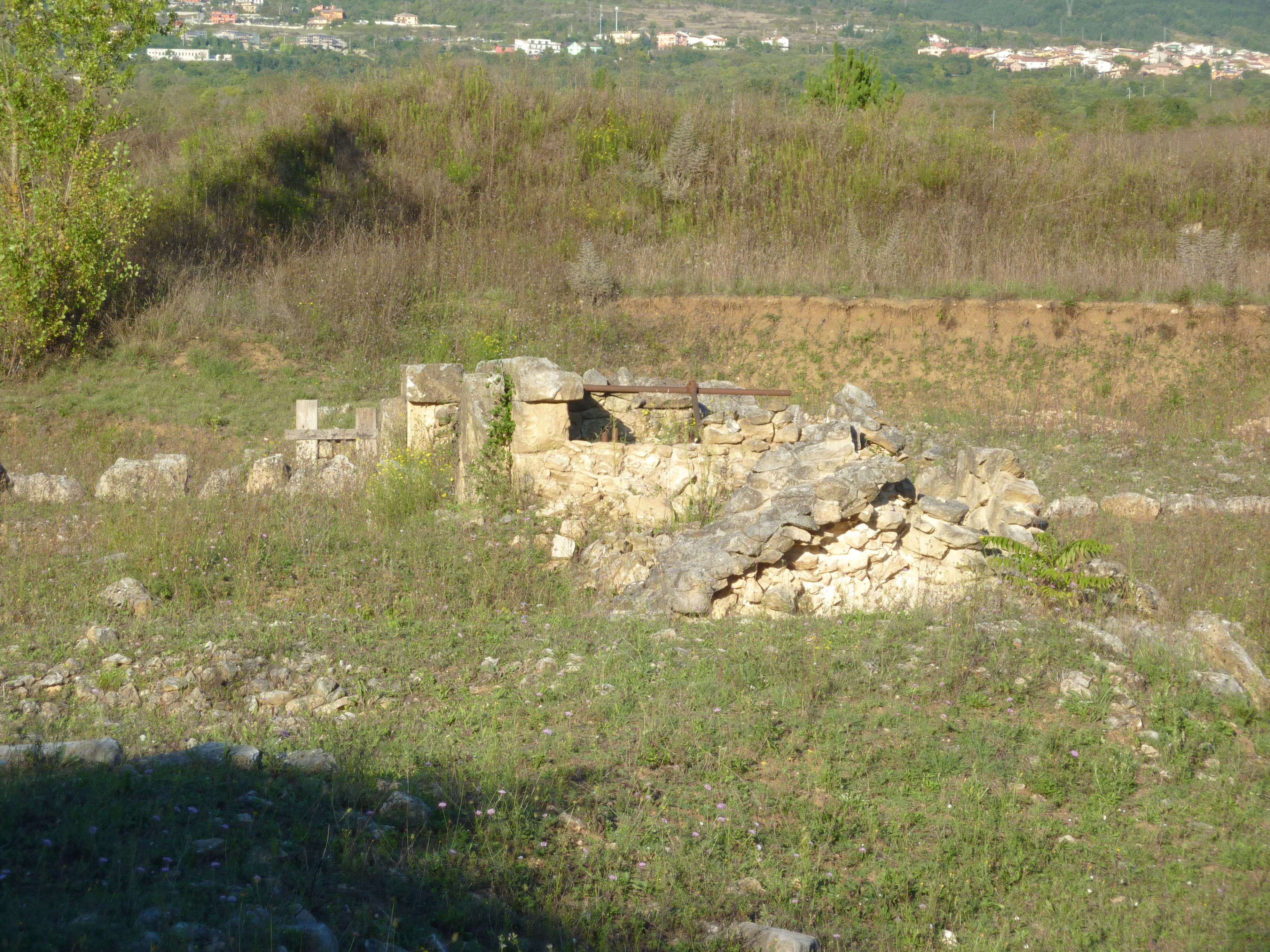
Autre caveau funéraire.
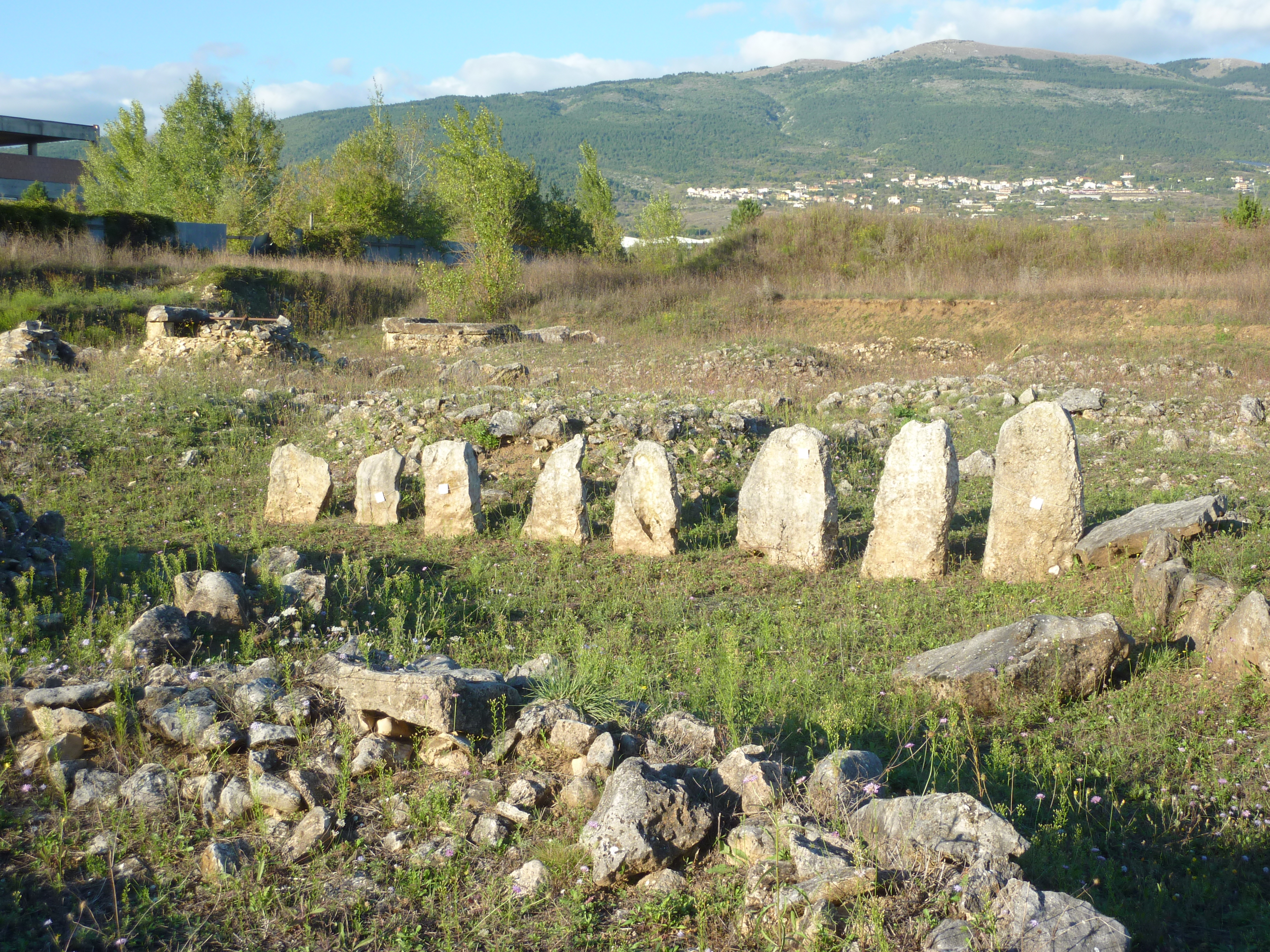
Partie d'enclos mortuaire.

## Contexte

### Contexte géographique et culturel
Le Guerrier de Capestrano était incorporé en pleine terre au sein d'un enclos circulaire appartenant à une vaste nécropole. Ce complexe funéraire est attribué à l'ethnie picène des Vestini cismontani,,,,.
La documentation historique sur ce peuple est constituée d'un substantiel corpus épigraphique funéraire et littéraire. L'ethnogenèse des Vestini cismontani, tout comme l'ensemble des peuples picènes, se trouverait dans la région protohistorique de l'Illyrie,,,.
Initialement dominées par les Orumbii, Samnites et Sabins, les terres où les Vestins étaient installés s'étendent sur une zone délimitée par les contreforts méridionaux du massif Gran Sasso à l'ouest, la mer Adriatique à l'est, la moyenne vallée de l'Aterno au nord, et enfin le territoire des Pæligni au sud,,,. L'implantation dans les Abruzzes du peuple guerrier des Vestins est attestée dès l'âge du bronze moyen III, au tournant du XIIIe siècle av. J.-C.,,.

### Carte des principaux sites archéologiques du territoire vestin
La carte s'appuie sur les travaux d'Adriano La Regina (it) et de Joseph J. Basile :
| a b c d e f g h i j k l |

a : Capestrano ; b : Aufinum ; c : Rapino ; d : Guardiagrele ; e : Chieti ; f : Bellante ; g : L'Aquila ; h : Pescara ; i : Tornareccio ; j : Collelongo ; k : Loreto Aprutino ; l : Atessa.

### Contexte historique
À partir du milieu du VIIIe siècle av. J.-C., l'hégémonie territoriale et politique vestine sur le Gran Sasso médio-adriatique laisse la place à la puissance de la monarchie romaine, jusqu'à la fin du VIe siècle av. J.-C.,.
Au cours de cette époque, l'oppidum vestino-romain d'Aufinum, dont la fondation daterait du début du VIIe siècle av. J.-C., approximativement situé à 20 kilomètres à l'ouest de la nécropole de Capestrano, acquiert un pôle politique et économique. Le gouverneur vestino-romain Nevius Pompuledius devient l'une des figures les plus emblématiques de la cité urbaine protohistorique. En outre, celui-ci est désigné de manière récurrente sous la dénomination de « roi des Vestins ». D'abondantes références écrites antiques font état d'événements associés à ce dernier,. Le hiérarque a administré l’oppidum d'Aufinum de 715 à 673 av. J.-C..
Prises dans leur globalité, ces données confortent la thèse selon laquelle Nevius Pompuledius d'une part, le monarque romain Numa Pompilius,,,, d'autre part ne forment qu'un seul et unique personnage. La concordance des identités en deviendrait même implicite,.
Vraisemblablement datée du milieu du VIe siècle av. J.-C., l'érection de la statue du Guerrier de Capestrano s'inscrit dans le cadre historique de la dernière période de la monarchie romaine,,.
L'intégration des Vestini cismontani dans la citoyenneté romaine ne s'effectue toutefois pas sans heurts : de violentes révoltes contre le pouvoir central romain seraient attestées au cours du IVe siècle av. J.-C..
À partir de la fin du Ier siècle av. J.-C., les mentions littéraires ou archéologiques d'une empreinte vestine au sein de l'actuelle province des Abruzzes viennent cependant à manquer,.

## Statue: description et interprétation

### Caractéristiques générales

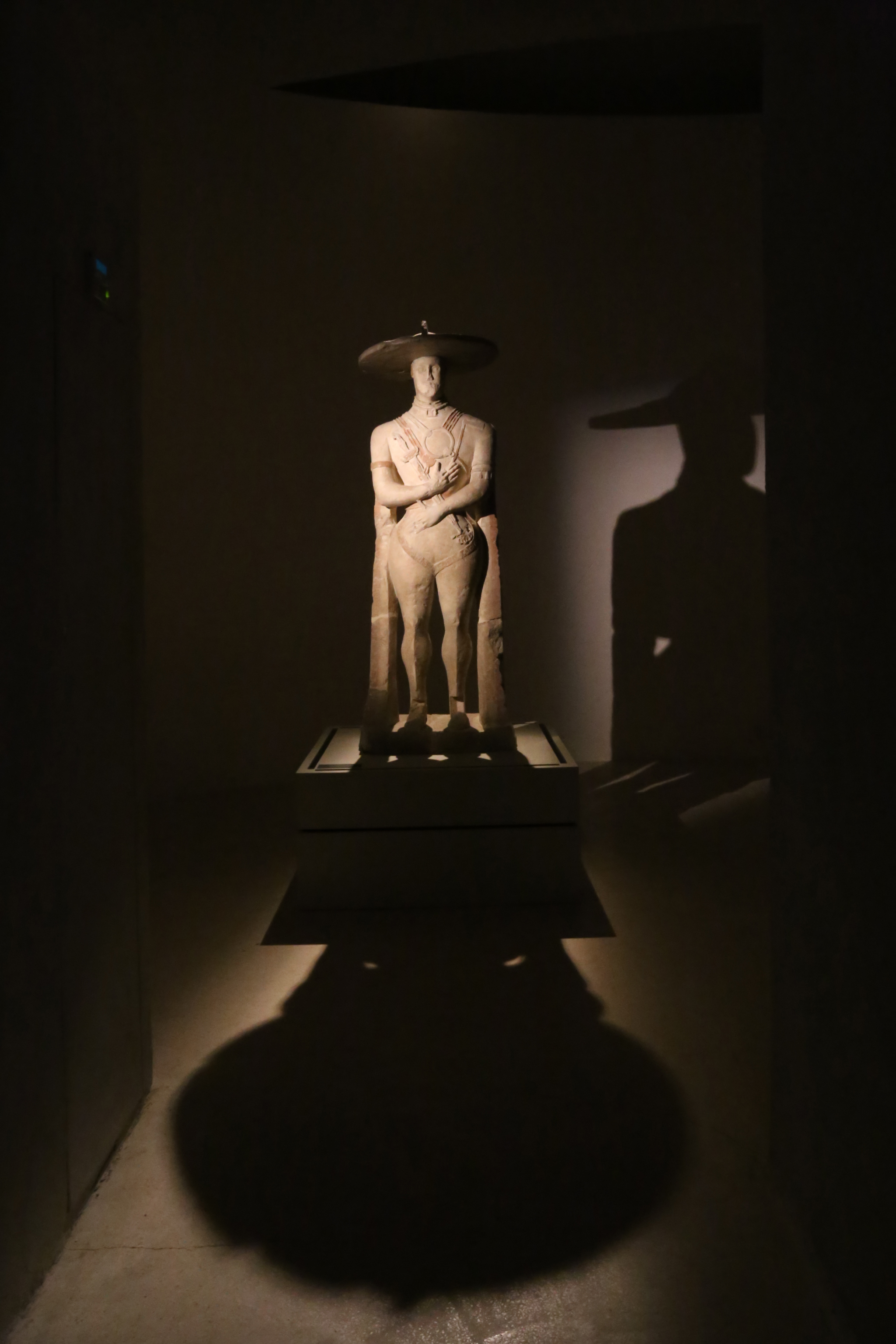
Exposition de la statue du Guerrier de Capestrano, au Musée archéologique national des Abruzzes.

Il s'agit d'une statue de type anthropomorphe, confectionnée dans une pierre calcaire tendre locale, d'une hauteur d'environ 2,5 mètres,. Deux piliers, ornés de deux lances gravées, l'encadrent et la soutiennent de chaque côté. En outre, la dédicace en langue sud-picène apparaît sur le pilier droit,. Cette donnée fait remarquablement écho aux kouroï de la Grèce archaïque,,.

### Traitement de la pierre
Pour la réalisation de la sculpture, l'artisan a utilisé des techniques en ronde-bosse et en relief. Son concept général relève simultanément d'une technique de taille « strictement volumétrique »,, et d'un assemblage symétrique de blocs solidaires. Le modelé de la pierre a permis de la lisser faisant disparaître toutes aspérités. Le corps est sculpté dans un style épuré,. Par contraste, l'artéfact en pierre propose des détails plus précis pour les atours.

### Corps
La sculpture représente un homme à la morphologie athlétique, debout et statique, les mains ramenées sur le torse. Par ailleurs, ses hanches sont disproportionnées. Cet élément indiquerait une préférence de l'artisan-sculpteur pour les formes opulentes. Toutefois, ces éléments alliés à une absence visible d'organes génitaux masculins ont suscité de nombreuses questions,,. La possibilité que ce soit une femme a été envisagée mais rejetée dès le départ par le premier archéologue étudiant la sculpture. Pour l'archéologue américaine Louise Adams Holland, cette absence de parties génitales aurait pu résulter de mutilations post-mortem. Dans ce même ordre d'interprétation, l'archéologue suédoise Kristina Berggren a soutenu le postulat que la statue incarne un personnage de sexe féminin,. Enfin, d'après Lewin, réfutant l'idée que les hanches galbées puissent résulter d'une lipomatose, l'artefact ne peut représenter qu'une femme ou un eunuque. Ces hypothèses n'ont toutefois été défendues que de façon marginale, et le consensus prévaut pour reconnaître le guerrier comme figurant un homme,. Globalement, sa prestance générale et ses atouts physiques signifieraient une mise en valeur de son pouvoir politique,.

### Détails ornementaux

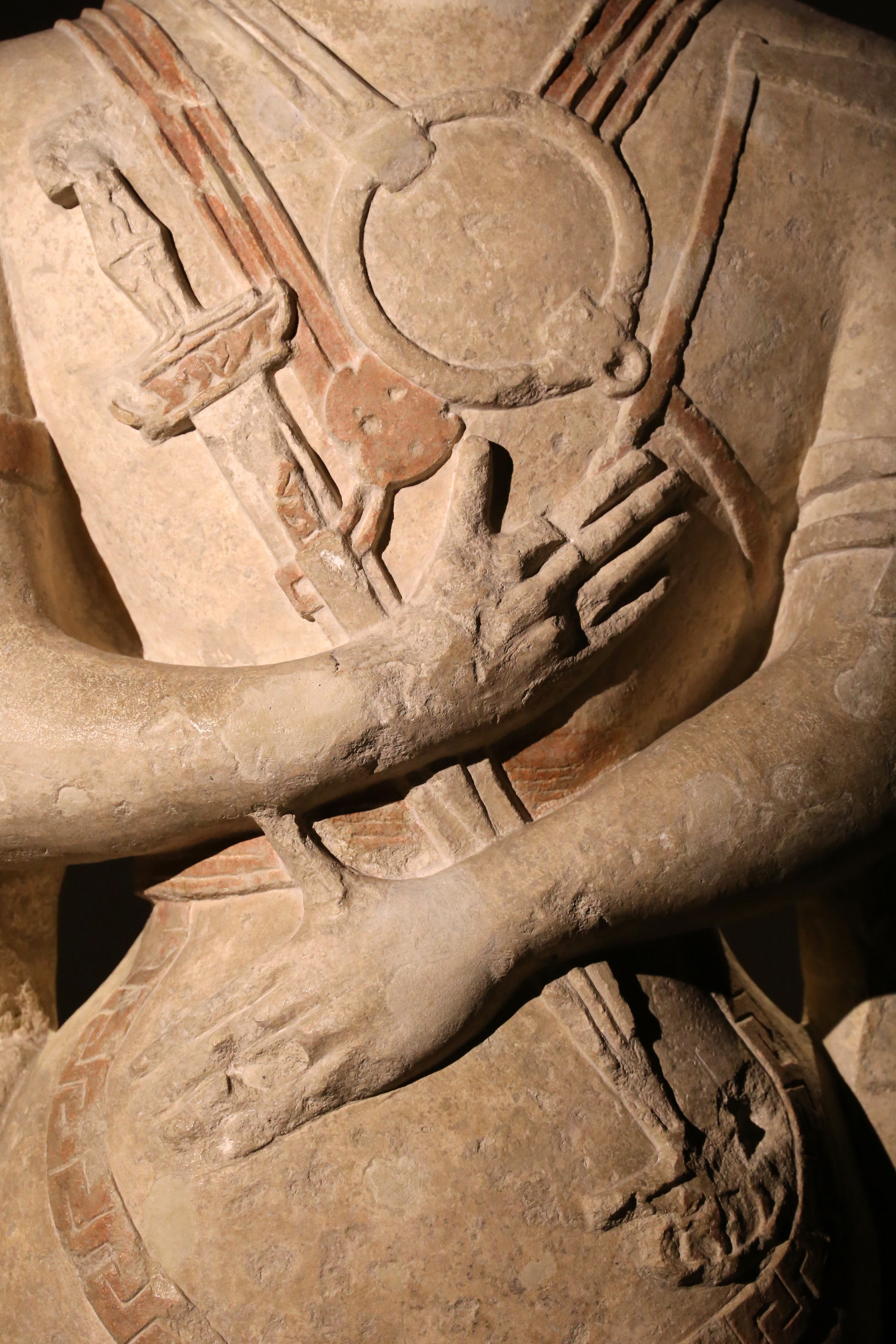
Détails du torse de la statue : le cardiophylax ou kardiophylakes en grec, le poignard à antennes, le positionnement des avant-bras.

L'homme est en armes, portant des sandales, et vêtu d'une « mitra » étrusque,. La présence de cette dernière, mais également la quasi-absence d'apprêts recouvrant le corps, s'inscrivent dans une pure tradition vestimentaire étrusco-italique,. L'équipement du guerrier se compose d'un kardiophylakes, formé de deux disques identiques maintenus de part et d'autre du buste au moyen de lanières,,. Un baudrier enserre également son torse, soutenant une épée de type poignard à antennes, et une dague, plaquées par les bras du personnage,,. La main droite tient une petite hache. Le cou et les bras sont ornés de colliers et d'armilles,. La tête est coiffée d'un casque à larges rebords, orné à l'origine d'un cimier dont il ne demeure plus que des vestiges,. Toutefois, selon d'autres hypothèses, l'élément d'armure couvrant le crâne pourrait être un type de bocle surmonté d'un umbo offensif. Par ailleurs, il serait probable que l'exceptionnelle envergure du casque/bouclier soit destinée à masquer les lignes du faciès du défunt représenté. Dans cette même optique, il a été relevé que le visage du personnage est dissimulé derrière une sorte de masque rituel,,,,,, pourvu de paragnathides. Ces deux derniers éléments distinctifs témoigneraient d'un processus de sacralisation funéraire,, l'œuvre serait « un masque funéraire d'un héros défunt ».
Enfin, la statue montre des restes de pigmentation rouge, vestiges d'une mise en valeur de la sculpture,.

### Une personnification de l'héroïsme
Dans l'ensemble, la richesse des pièces d'armure et d'apparat,, dont est muni le personnage figuré, manifestent son haut statut social et militaire,,. La tradition du culte des héros des Vestini cismontani, évoquée par certaines sources littéraires antiques,, prend ici un nouveau relief. Ce peuple de guerriers médio-adriatiques affirmait leur dévotion aux élites notamment au travers d'un opulent artisanat funéraire,, ; l'hypothèse d'une sculpture faisant hommage à un épisode de devotio, ayant aussi été envisagée. Pour conclure, les indices implicites fournis par le traitement de la sculpture lui confèrent une perspective de narration : ces derniers évoqueraient une « histoire, ».

## Le Guerrier de Capestrano et la statuaire anthropomorphe européenne

### Concordances avec la statuaire celte
Globalement, les similitudes manifestes avec la statue du Guerrier de Glauberg, celle du Guerrier de Hirschlanden, semblent accréditer le postulat que ces deux statues procèdent d'un style commun et propre au sud du territoire du Picénium étrusque,,,.
Compte tenu du faible écart chronologique entre la statue du Guerrier de Hirschlanden et celle du Guerrier de Capestrano (datant toutes deux du VIe siècle ; la première vers 530 av. J.-C., la seconde précisément en 550 av. J.-C.) et de leurs nombreuses concordances morphologiques, il est indéniable que l'art adriatique a exercé une influence majeure sur l'art celte allemand,.

### Concordances avec la statuaire italique et étrusque
Parallèlement, la documentation archéologique concernant le monde subalpin du premier âge du fer montre d'importantes similitudes dans la statuaire,,,. Un grand nombre de sculptures italiques et étrusques à vocation funéraire, affiche des critères anatomiques et/ou ornementaux proches de ceux du Guerrier de Capestrano : l'anthropomorphisme, la posture des membres supérieurs sur la poitrine, les atours d'apparat ou guerriers ou le minimalisme des détails corporels,,,. Les statues étrusco-padannes, provenant de la nécropole de Casa Nocera, à Casale Marittimo, ou encore les sculptures nuragiques sardes dites les géants de Mont-Prama, montrent des convergences artisanales significatives avec la statue du guerrier,,,. En outre, la région d'origine du Guerrier de Capestrano, le territoire sud-picène, concentre un corpus statuaire tout aussi pertinent. Pour exemples les plus notables, la sculpture figurative vestine de Guardiagrele ,,,, celle découverte à Rapino,,, un vestige d'artéfact sculpté retrouvé à Atessa, ou encore les vestiges d'une sculpture mise au jour à Collelongo surnommée Le gambe del diavolo — les jambes du diable —,,,, montrent des liens évidents avec le Guerrier de Capestrano.

### Relations avec les autres statuaires
La statue du Guerrier de Capestrano a des liens très forts avec la sphère artisanale celte d'une part et la sphère italico-étrusque d'autre part. Elle permettrait donc de valider l'hypothèse de relations commerciales entre le territoire méridional du Picénum, le territoire hallstattien du Guerrier de Hirschlanden,, ainsi qu'avec des régions telles que l'Étrurie padane ou encore l'actuelle Sardaigne,,,,,,.
Pour autant, ce corpus archéologique datant du VIe siècle av. J.-C. n'affiche pas d'unicum suffisamment tangible,.
En conséquence, afin d'appréhender ce manque d'homogénéité, la thèse la plus crédible pourrait expliquer une diffusion culturelle et artisanale,, antérieure à l'âge du fer ancien et d'origine gréco-italique. Il n'y aurait donc pas une, mais des statuaires relevant d'un unique style ancestral. C'est donc au sein de cette trame évolutive que s'ancre le caractère spécifique de la sculpture du Guerrier de Capestrano,.
Enfin, dans le cas particulier du Guerrier de Capestrano et à l'instar de nombreuses autres statues d'origine italiques, l'œuvre est associée à une inscription : cette donnée fait remarquablement écho aux kouroï de la Grèce archaïque,,.

Diverses sculptures anthropomorphes européennes
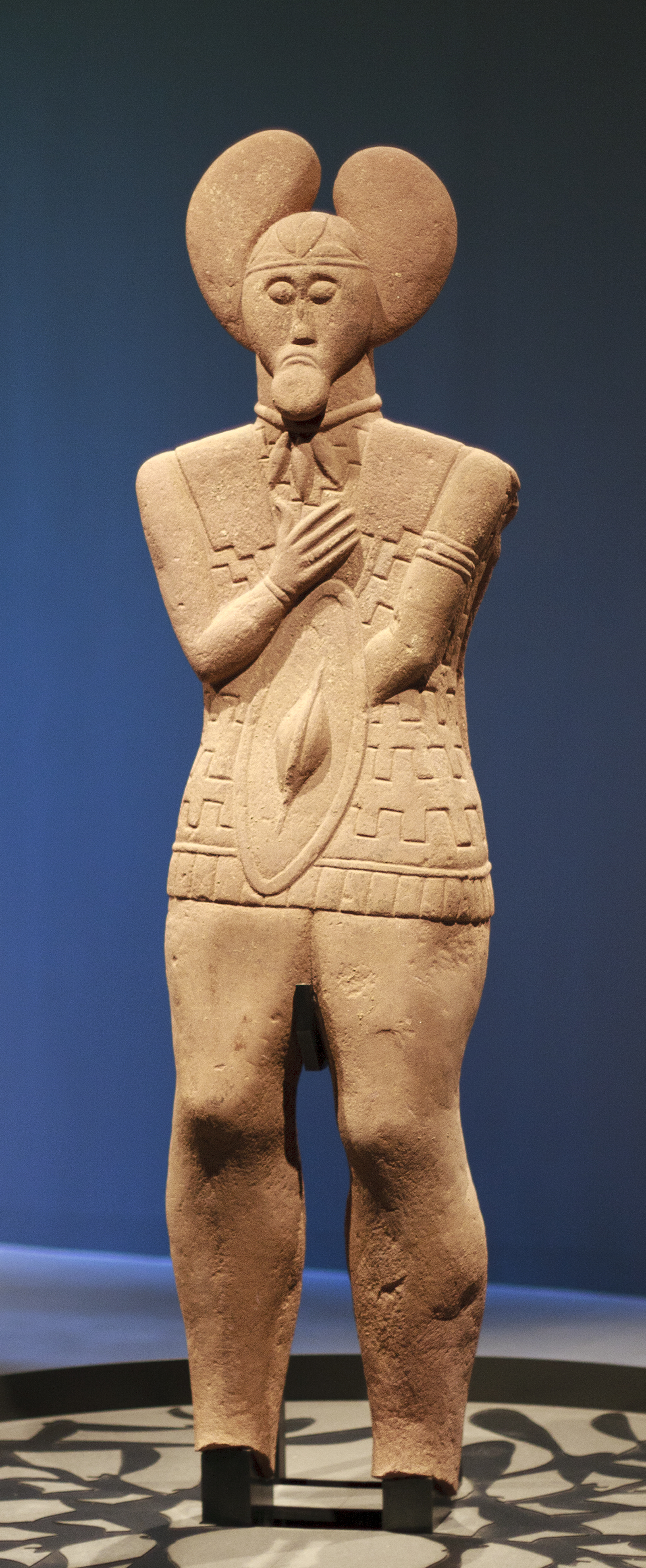
Statue du Guerrier de Glauberg, en grès rougeâtre, de 1,86 mètre. Elle a été retrouvée en relation avec un tumulus de type princier, au sein de la nécropole de Glauberg, en Hesse. Fin du Ve siècle av. J.-C.
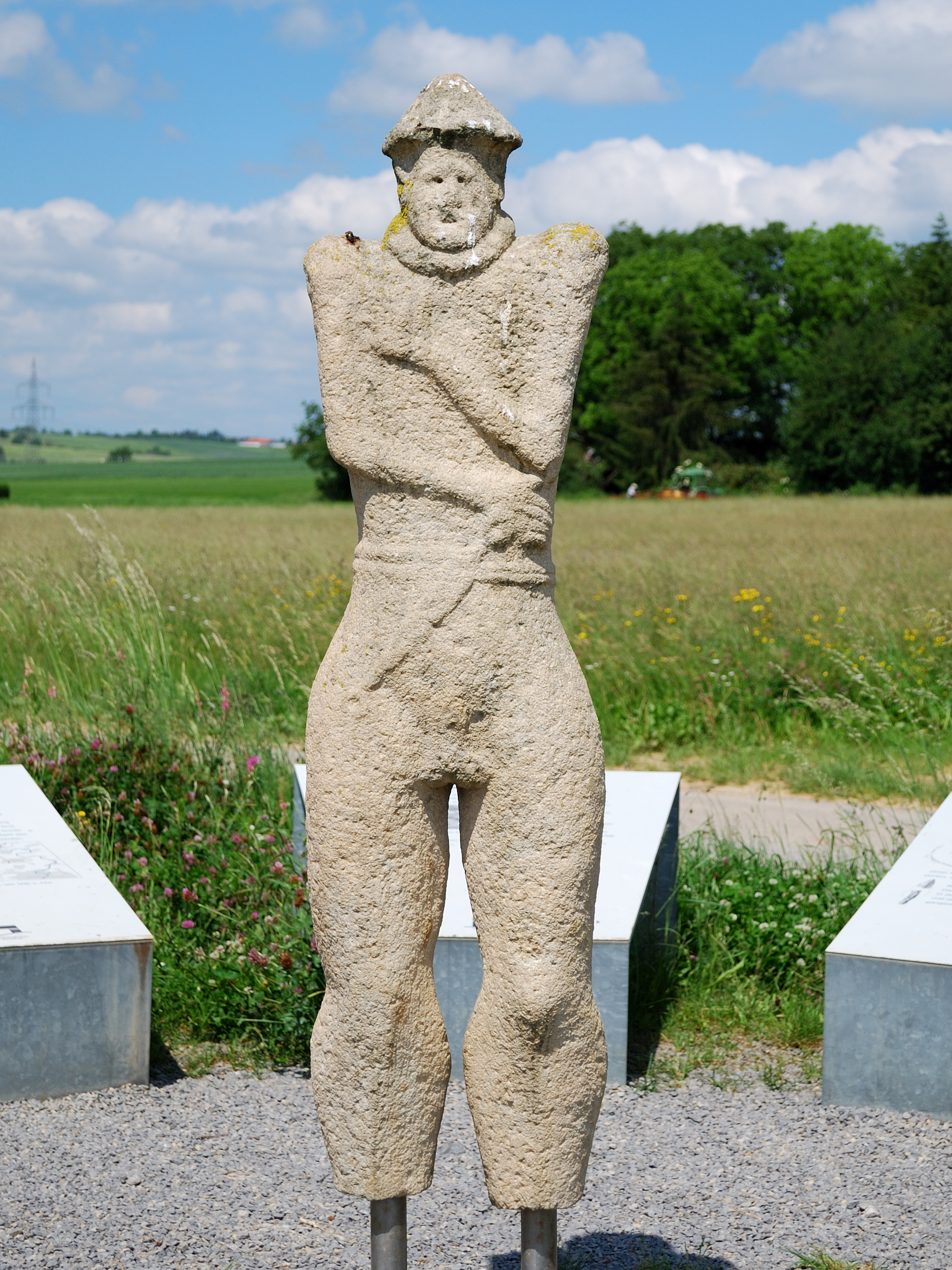
Statue anthropomorphique du Guerrier de Hirschlanden. Façonnée en grès, mesurant 150 centimètres de hauteur. La sculpture a été découverte sur le flanc nord d'une sépulture à tumulus, dans la nécropole de Hirschlanden dans le Bade-Wurtemberg. Milieu du VIe siècle av. J.-C.
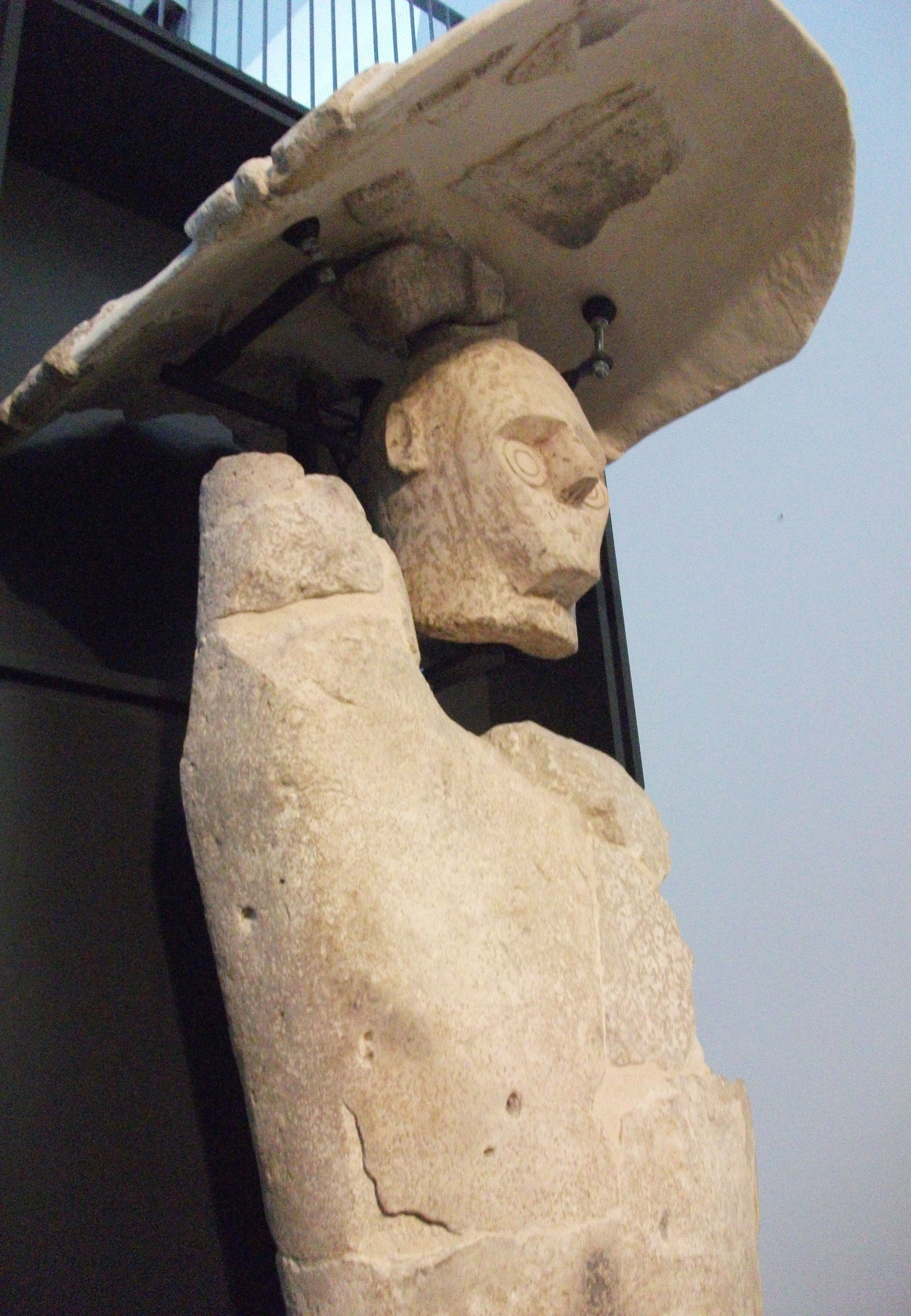
Statue de l'un des géants de Mont-Prama dite du pugiliste, en grès rose. Sculpture mise au jour à Monte-Prama, dans le sud-est de la Sardaigne.
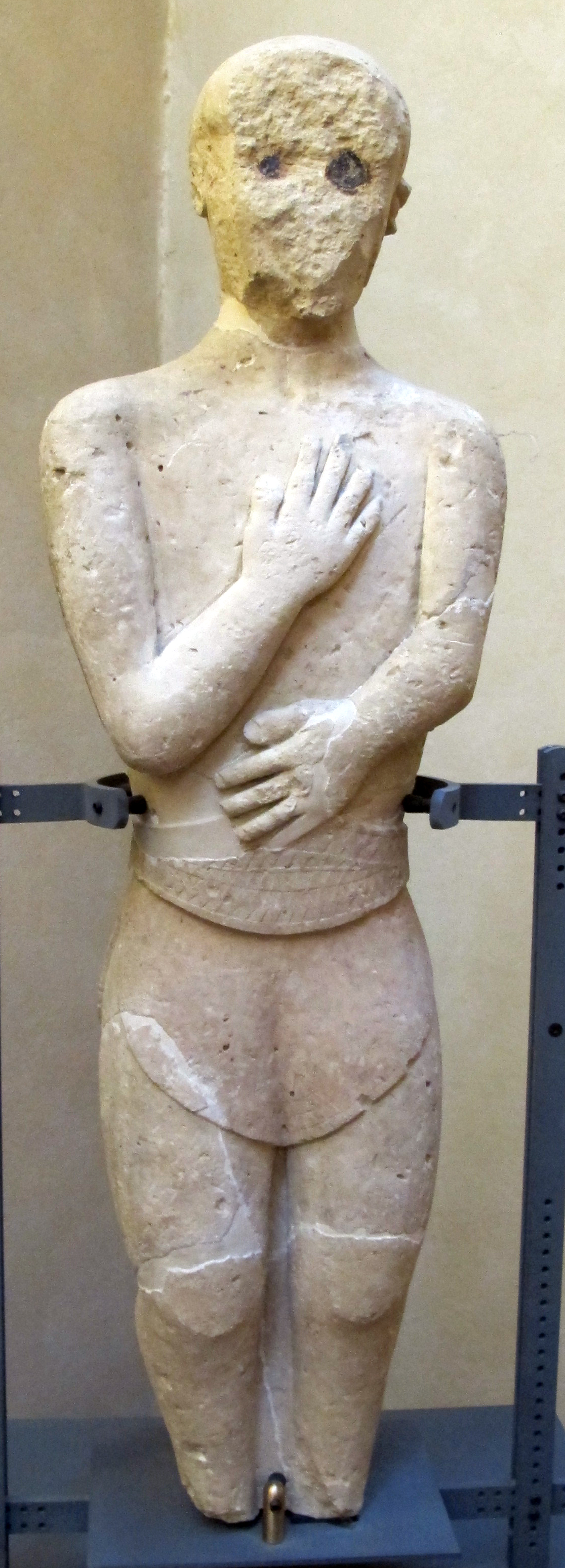
Sculpture anthropomorphe B, mise au jour au sein de la nécropole de Casa Nocera à Casale Maritimo, en Toscane. Cette œuvre est datée de la fin du VIIIe siècle av. J.-C./début du VIIe siècle av. J.-C.
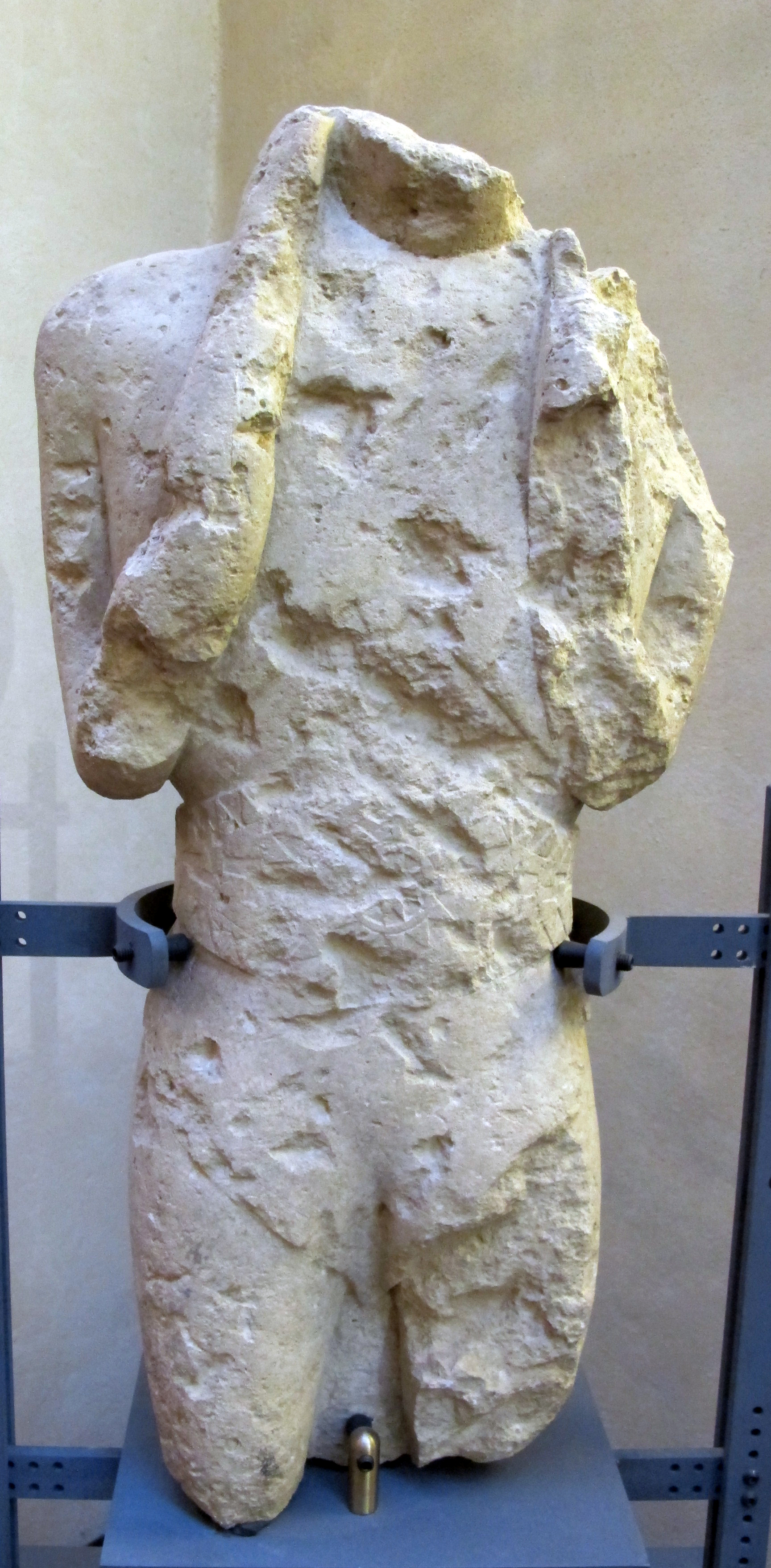
Sculpture anthropomorphe A, également découverte au sein de la necropoli di Casa Nocera à Casale Marittimo, Toscane.

## Épigraphie

### Présentation
Le texte figure sur la colonne d'appui de droite sur laquelle repose la statue du guerrier de Capestrano. Il se déploie sur une longueur totale de 98 centimètres sans espace entre chaque lettre. L'inscription affiche néanmoins deux discontinuités, ainsi qu'une altération de la pierre sur 9 centimètres. Cette dernière contraint la lecture de la partie finale de l'inscription. Cette dédicace funéraire se présente sous la forme de trente-trois caractères d'écriture dont la hauteur varie entre 1,5 centimètre et 3,5 centimètres. L'inscription se lit de droite à gauche, ainsi que du bas vers le haut. Il est probable que ce texte soit une forme écrite d'une langue sud-picène,,,. D'autre part, il est attesté que ce dialecte s'est développé au début du VIe siècle av. J.-C. dans la région Sud-Ouest du massif du Gran Sasso, aire de localisation du site de Capestrano. Dès lors, l'inscription constituerait un déterminant chronologique supplémentaire de l'œuvre,,.

À titre comparatif : deux autres inscriptions et en sud-picène.
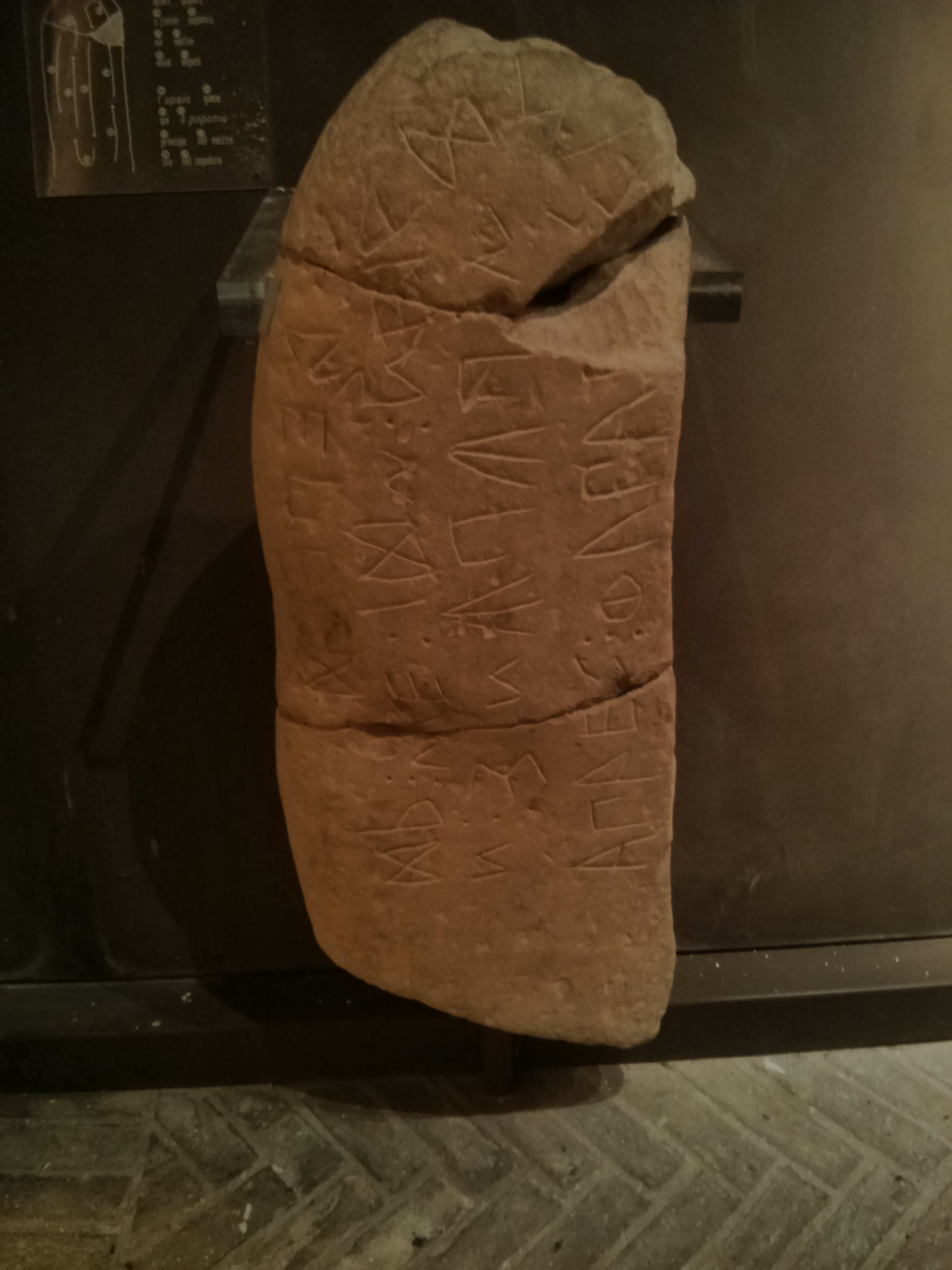
Stèle pourvue d'une épigraphie en sud-picène, retrouvée à Loro Piceno, dans la région italienne des Marches. Artéfact actuellement exposé au Musée archéologique national des Marches, à Urbisaglia.
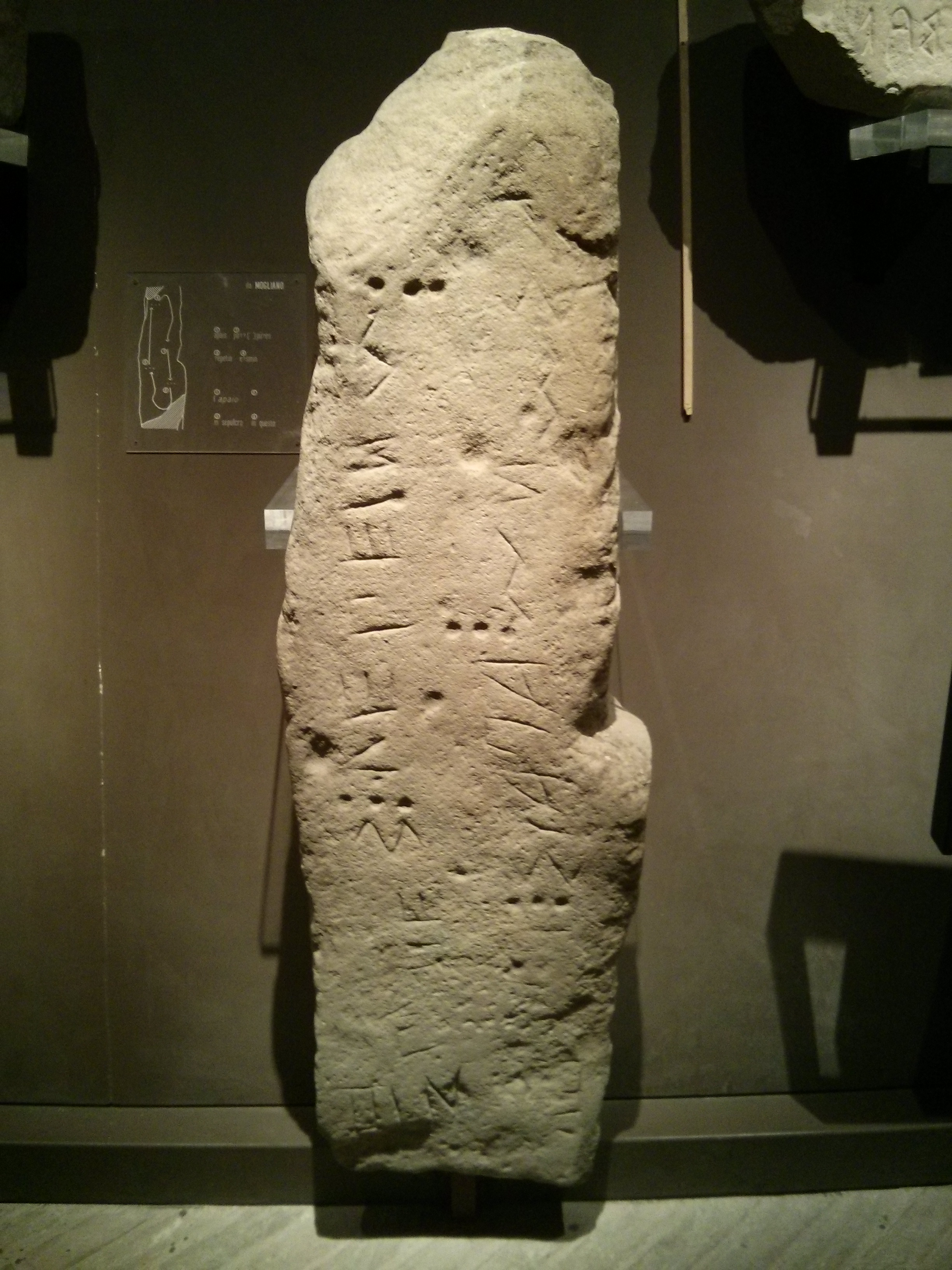
Stèle de Mogliano, dans les Marches ; également conservée au Musée archéologique national des Marches à Urbisaglia.

### Énoncé de l'inscription
Actuellement deux lectures possibles du texte de la statue du guerrier de Capestrano sont proposées, chacune avec quelques nuances syntaxiques remarquables :
- Première proposition de lecture de l'inscription par A. Marinetti, en 1985[59] :

« ma kuprí koram opsút aninis rakiníi pomp[--]í »
- Seconde proposition plausible de l'inscription, plus affinée celle-ci, par A. La Regina, en 2010[6] :

« ma kuprí koram Aninis raki Nevíi Pomp[uleo]íi »

### Analyse
Les analyses linguistiques de l'inscription menées par les spécialistes concluraient à une transcription d'une formulation orale adoptant une structure de phrase classique,,.
Concrètement, la syntaxe du texte présente donc un aspect classique et se scinde en trois entités grammaticales distinctes : le sujet, le verbe et le complément ou objet de l'action,,.
Le sujet est désigné par le groupe locution « ma kuprí koram », l'élément « ma » faisant office de pronom personnel, tandis que les deux phonèmes « kuprí » et « koram » incarneraient probablement le patronyme du locuteur,,.
L'élément « opsút » indique le verbe de l'action qui pourrait être traduit par le terme « faire » sous forme conjuguée,,.
Le terme « Anínis » semble quant à ce dernier, incarner l'objet de l"action,,.
Enfin, l'ensemble grammatical « rakinevíi pomp[--]í » ou « Raki Nevíi Pomp[uled]íi » qualifie la personne vers laquelle s'adresse l'action,,.
Sous un angle littéral, et pris dans sa globalité, le texte peut ainsi se traduire par une dédicace formulée par l'artisan sculpteur qui a façonné l'œuvre du guerrier de Capestrano, en hommage au commanditaire de la pièce sculptée,,,.

## Une œuvre originale à vocation commémorative

### Un style unique
L'œuvre du guerrier procède simultanément d'un style étrusque, italique, celte et gréco-archaïque. Néanmoins, la sculpture possède des caractères qui lui sont propres et révèle avant tout une culture artisanale unique, en l'occurrence celle de l'art vestin du premier âge du fer. Développé dès l'âge du bronze moyen, l'artisanat sud-picène, se dote d'un style qui demeure riche et original au VIe siècle av. J.-C..

### Identité du personnage
Adriano La Regina (it) soutient le postulat que le phonème « raki » qualifierait une forme de souveraineté, équivalente au « rex » latin, au sein des locuteurs autochtones de la région sud-picénienne,. Ce dernier constat viendrait confirmer la probable fonction aristocratique — voire princière — du défunt représenté par la statue du Guerrier de Capestrano,. Dans ce cadre, la présomption selon laquelle le personnage dénommé « Nevìi Pompuledìi » désigne le Roi des Vestins et gouverneur de l'oppidum d'Aufinum Nevius Pompuledius ou très probablement le souverain romain Numa Pompilius, imprime tout son sens,,. Il est par conséquent plausible que le Guerrier de Capestrano soit une effigie commémorative de ce haut dignitaire.
Ainsi, le Guerrier de Capestrano, avec sa perspective narrative et sa mise en œuvre unique au sein de la statuaire de l'Europe du premier âge du fer, renverrait à l'image d'un homme non moins unique dans l'histoire de la Rome antique et du peuple des vestinis cismontani,,,.